# Język czarnogórski
Język czarnogórski (czarnogórski crnogorski jezik, црногорски jeзик) – jeden z czterech wariantów standardowych policentrycznego języka serbsko-chorwackiego, oparty, podobnie jak pozostałe warianty serbsko-chorwackiego, na podstawie sztokawskiej. Jest używany w Czarnogórze. W przyjętej 19 października 2007 przez parlament tego kraju konstytucji język czarnogórski został uznany za język urzędowy, odrębny od serbskiego, chorwackiego i bośniackiego. Mimo to spór o status języka czarnogórskiego trwa, gdyż przepisy prawne nie są naukowymi kryteriami służącymi klasyfikacji języków.

## Próba stworzenia języka literackiego
Ważnym etapem w pracach nad stworzeniem czarnogórskiego standardu literackiego było wydanie we wrześniu 2010 roku Gramatyki języka czarnogórskiego (czarnog. Gramatika crnogorskoga jezika) w nakładzie 9 tysięcy egzemplarzy, co jest w przypadku Czarnogóry dużą liczbą. Gramatyka ta miała jednak raczej formę propozycji potencjalnego systemu językowego, niż opisu funkcjonującego w Czarnogórze języka. Do zaleceń Gramatyki nie stosują się jednak nawet autorzy tekstów rządowych i administracyjnych, w szczególności także Ministerstwo Oświaty Czarnogóry nie stosuje konsekwentnie narzucanych przez Gramatykę zasad. Liczne wątpliwości odnośnie do ostatecznego kształtu systemu czarnogórskiego spowodowały wycofanie się niektórych członków z prac nad standaryzacją, a także protesty językoznawców serbskich.

## Kontrowersje i poparcie
Na korzyść istnienia języka czarnogórskiego przemawiał znany profesor Dubravko Škiljan, pracujący na uczelniach w Lublanie i Zagrzebiu. W wywiadzie dla belgradzkiej gazety „Vreme”, na pytanie, jakie są różnice pomiędzy językiem serbskim i chorwackim, odpowiedział: „Tylko język czarnogórski ma typologiczne i systemowe warunki, aby być odrębnym językiem, ponieważ posiada odrębne głoski, odrębne fonemy”. Profesor Škiljan przywołał ś, ź, a według profesora Nikčevicia tych fonemów jest w sumie pięć: ś (w wyrazie śekira ‘siekiera’), ź (w wyrazie iźesti), dz (w wyrazie bidza), đ (w wyrazie đevojka ‘dziewczyna’) oraz ć (w wyrazie ćerati).
Język czarnogórski ma wiele typowych cech, które potwierdzają w pełni jego socjolingwistyczną tożsamość – w odróżnieniu od języka serbskiego, który jest ponadnarodowy: nie posiada żadnego systemowego elementu, o którym można by potwierdzić, że jest specyficznie serbski.
Oprócz Škiljana, który jest Chorwatem, również profesor Svenka Savić z Wydziału Filologicznego w Nowym Sadzie dała pełne poparcie istnieniu języka czarnogórskiego. To poparcie wyrazili także inni slawiści: profesor języków południowosłowiańskich Wydziału Filologicznego w Gdańsku Agnieszka Spagińska-Pruszak oraz emerytowany profesor katedry slawistyki Uniwersytetu Tartuskiego (Estonia) Aleksander Duliczenko. Obecnie czarnogórski jest wykładany na 10 uniwersytetach na świecie, równolegle z językiem serbskim, chorwackim i bośniackim.

## Alfabet
Alfabet czarnogórski w obecnej formie został wprowadzony rozporządzeniem z 9 czerwca 2009 przez ministra edukacji Czarnogóry, Sretena Škuleticia (dwuznaki są uznawane za osobne litery):
| Łacinka  | A B C Č Ć D Dž Đ E F G H I J K L Lj M N Nj O P R S Š Ś T U V Z Ž Ź |
| Cyrylica | А Б В Г Д Ђ Е Ж З З́ И Ј К Л Љ М Н Њ О П Р С С́ Т Ћ У Ф Х Ц Ч Џ Ш    |

## Cechy szczególne systemu czarnogórskiego

### Fonetyka
Do najbardziej charakterystycznych cech włączonych do systemu czarnogórskiego należą fonemy ś /ɕ/ i ź /ʑ/, jak np. śekira, śutra, śever; iźesti, iźelica zamiast s(j)ekira, sutra, s(j)ever; izjesti, iz(j)elica w standardzie chorwackim, bośniackim i serbskim. Wprowadzenie tych fonemów jest uwarunkowane występowaniem ich w dialektach sztokawskich używanych na terenie Czarnogóry, w szczególności w dialekcie czarnogórskim i wschodniohercegowińskim.
W związku z powyższą jotacją, włączono do języka standardowego także tzw. jotację jekawską typu tj > ć /t͡ɕ/, dj > đ /d͡ʑ/, stąd czarnog. ćerati, polećeti; đevojka, viđeti obok t(j)erati, polet(j)eti; d(j)evojka, vid(j)eti w pozostałych standardach sztokawskich. Jest to cecha wyłączna dla systemu czarnogórskiego i stanowi nawiązanie do analogicznego zjawiska zachodzącego w gwarach wschodniohercegowińskich i czarnogórskich.
Mimo licznych nawiązań do miejscowych dialektów zaniechano wprowadzania takich cech charakterystycznych dla dialektu czarnogórskiego, jak wtórna jotacja spółgłosek wargowych typu blježati, pljesma, mljesto, vljera (zamiast tego jest bježati, pjesma, mjesto, vjera) czy też fonem ʒ /d͡z/ albo długie formy przymiotników na -ijeh i -ijem, znane z dzieł Piotra Niegosza.

### Fleksja
Charakterystycznym elementem są zanegowane formy czasownika biti ‘być’ w czasie teraźniejszym typu nijesam, nijesi, nije; nijesmo, nijeste, nijesu wobec występujących w trzech pozostałych standardach sztokawskich form nisam, nisi, nije; nismo, niste, nisu, uznawanych za obce systemu czarnogórskiemu.
W deklinacji zaimków osobowych 1. i 2. osoby liczby mnogiej uwzględniono formy enklityczne ni i vi w celowniku oraz ne i ve w bierniku z zastrzeżeniem, że są one potoczne. Tego typu formy występują także w wielu gwarach czarnogórskich, w okolicy Zatoki Kotorskiej używane jest także ni i vi w bierniku.

### Składnia
Osobliwym elementem składni systemu czarnogórskiego jest tryb przypuszczający imperfektu typu hoćah viđeti lub šćah viđeti, wyrażający nieurzeczywistnioną możliwość lub zamiar, jak u Niegosza oni šćahu sve onako pojat czy hoćah po gradu izaći. Konstrukcja ta jest jednak obca współczesnemu uzusowi i stanowi sztuczny element systemu czarnogórskiego.